# Šerovo
Šerovo je naselje v Občini Šmarje pri Jelšah.